# Lambertus Benenga
Lambertus „Lamme” Benenga (ur. 17 lutego 1886 w Rotterdamie, zm. 3 sierpnia 1963 w Geldrop) – holenderski pływak, uczestnik Letnich Igrzysk 1908 w Londynie.
Podczas igrzysk w 1908 roku wystartował na 100 metrów stylem dowolnym, lecz odpadł w eliminacjach.
Jego młodszym bratem był olimpijczyk Bouke Benenga.